# بيمبو أكينتولا
بيمبو أكينتولا (بالإنجليزية: Bimbo Akintola)‏ (مواليد 5 مايو 1970) هي مُمثلة نيجيرية.

## روابط خارجية
بيمبو أكينتولا على موقع IMDb (الإنجليزية)
- بيمبو أكينتولا على موقع قاعدة بيانات الفيلم (الإنجليزية)